# Leopold Schefer
Leopold Schefer (Muskau, 30 luglio 1784 – Muskau, 13 febbraio 1862) è stato un poeta, scrittore e compositore tedesco.

## Biografia
Dopo gli studi liceali a Bautzen si specializzò in greco e lingue orientali. Nel 1808 il conte Pückler-Muskau lo nominò amministratore delle sue sostanze. Dal 1816 al 1820 intraprese una serie di viaggi in Italia, Grecia, Isole Ionie e Asia minore. Rientrato a Muskau, dal 1840 tornò all'amministrazione dei beni del conte.
La sua prima raccolta poetica, Gedichte mit Kompositionen, fu edita anonima nel 1881 da Pückler, che ne è stato lungamente considerato autore. Schefer pubblicò poi vari volumi: i racconti delle Novellen (1825-1829), delle Neue Novellen (1831-1835), di Lavabecher (1833), dei Kleine Romane (1836-1837), il romanzo Die Gräfin Ulfeld (1834), le fiabe Viel Sinne, viel Köpfe (1840), le storie Göttliche Komödie in Rom (1843), Genevian von Toulouse (1846), la satira Die Sibylle von Mantua (1852).
Più successo ebbero all'epoca le sue raccolte poetiche didattiche, soprattutto Laienbrevier (1834), Kleine lyrische Werke (1828), Vigilien (1842), Gedichte (1846), Hausreden (1869), tutte improntate a una visione etico-religiosa intrisa di panteismo. Le sue opere più originali sono Hafis in Hellas (1853), Koran der Liebe (1855) e Mahomets türkische Himmelsbriefen (1840), impressioni ricavate dai viaggi che riflettono la passione per l'ellenismo e l'Oriente.
La sua ultima opera letteraria fu Homers Apotheose (1858) e come compositore lasciò un'opera, Sakuntala, canzoni, quartetti.